# Gustaf af Geijerstam
Gustaf af Geijerstam (n. 5 ianuarie 1858 - d. 6 martie 1909) a fost un romancier suedez.
Prin proza sa, de manieră naturalistă, își exprimă compasiunea pentru defavorizați.

## Opera
- 1884/1889: Oameni sărmani ("Fattigt folk")
- 1885: Erik Grane
- 1887: Pastorul Hallin ("Pastor Hallin")
- 1890: Povestirile consilierului sătesc ("Kronofogdens berättelser")
- 1894: Per Olsson și nevasta lui ("Per Olsson och hans käring")
- 1894: Lars Anders și Jan Andres și copiii lor ("Lars Anders och Jan Andres och deras barn")
- 1895: Capul meduzei ("Medusas hufvud")
- 1900: Cartea frățiorului ("Boken om lillebror")